# Condado de Lehigh
O Condado de Lehigh (em inglês:  Lehigh County) é um dos 67 condados do estado americano da Pensilvânia. A sede e maior cidade do condado é Allentown. Foi fundado em 6 de março de 1812.
O condado possui uma área de 902 km², dos quais 8 km² estão cobertos por água, uma população de 349 497 habitantes, e uma densidade populacional de 390,9 hab/km² (segundo o censo nacional de 2010).